# Области тьмы (телесериал)
«О́бласти тьмы» (англ. Limitless) — американский криминальный телесериал, премьера которого состоялась 22 сентября 2015 года на канале CBS, с Джейком Макдорманом, Дженнифер Карпентер, Хиллом Харпером и Мэри Элизабет Мастрантонио в главных ролях. Шоу является продолжением одноимённого кинофильма.
25 мая 2016 года было объявлено о закрытии сериала.

## Сюжет
До того момента как Эдди Морра стал употреблять загадочный препарат под названием NZT он был самым настоящим неудачником. Но теперь он - гений и, благодаря таблеткам, заставляющим работать его мозг на все 100%, смог построить блестящую карьеру. Морра разобрался со всеми проблемами и стал сенатором. Однако, он не намерен останавливаться на достигнутом и в ближайшее время планирует стать президентом страны.
Однажды в поле зрения Морра попадает парень по имени Брайан Финч, жизнь которого складывается далеко не самым лучшим образом. Он очень похож на Эдди в прошлом, и тот решает сделать его своим протеже и дать попробовать NZT. Таблетки начинают кардинальным образом менять жизнь Брайана, но, к сожалению, сам того не подозревая, он привлекает внимание ФБР в лице агента Ребекки Харрис. Парню не остается ничего другого, как начать сотрудничать с федералами. Используя способности, приобретенные благодаря NZT, Брайан помогает ФБР в расследовании самых сложных и запутанных дел.

## Актёры и персонажи

### Основной состав
- Джейк Макдорман — Брайан Финч
- Дженнифер Карпентер — специальный агент ФБР Ребекки Харрис
- Хилл Харпер — специальный агент ФБР Спеллман Бойл
- Мэри Элизабет Мастрантонио — специальный агент ФБР Насрин «Нас» Пуран

### Второстепенный состав
- Брэдли Купер — сенатор Эдвард Морра
- Рон Рифкин — Деннис Финч
- Блэр Браун — Мари Финч
- Меган Гуинан — Рэйчел Финч
- Том Дегнан — агент ФБР Джейсон «Айк»
- Майкл Джеймс Шоу — агент ФБР Деррил «Майк»
- Колин Сэлмон — Джаред Сендс
- Джорджина Хэйг — Пайпер Бэйерд

## Отзывы критиков
На сайте-агрегаторе Rotten Tomatoes сериал держит 58% «свежести» со средним рейтингом 6,4 из 10 на основе 48 отзывов. Критический консенсус ресурса гласит: «Даже симпатичный герой „Областей тьмы“ не может исправить наивный сюжет шоу и хлипкое и дырявое повествование». На Metacritic шоу имеет 57 баллов из 100 на основе 30 рецензий.

## Эпизоды
| №  | Название                                                                | Режиссёр           | Автор сценария                                                                         | Дата премьеры    | Зрители в США (млн) |
| -- | ----------------------------------------------------------------------- | ------------------ | -------------------------------------------------------------------------------------- | ---------------- | ------------------- |
| 1  | «Пилот» «Pilot»                                                         | Марк Уэбб          | Крэйг Суини                                                                            | 22 сентября 2015 | 9,86                |
| 2  | «Значок! Пушка!» «Badge! Gun!»                                          | Марк Уэбб          | Крэйг Суини и Марк Уэбб                                                                | 29 сентября 2015 | 9,73                |
| 3  | «Легенда о Марко Рамосе» «The Legend of Marcos Ramos»                   | Гильермо Наварро   | Меттью Федерман и Стивен Скайя                                                         | 6 октября 2015   | 9,57                |
| 4  | «Страница 44» «Page 44»                                                 | Дуглас Арниокоски  | Марк Гоффман                                                                           | 13 октября 2015  | 8,03                |
| 5  | «Кризис личности» «Personality Crisis»                                  | Джошуа Батлер      | Сэлли Патрик                                                                           | 20 октября 2015  | 7,90                |
| 6  | «Вероятные побочные эффекты» «Side Effects May Include…»                | Дуглас Арниокоски  | Дженна Ричман                                                                          | 27 октября 2015  | 7,45                |
| 7  | «Тайная операция Брайана Финча» «Brian Finch's Black Op»                | Аарон Липстадт     | Тэйлор Элмор                                                                           | 3 ноября 2015    | 7,86                |
| 8  | «Когда пираты грабят пиратов» «When Pirates Pirate Pirates»             | Питер Вернер       | Кэрри Дрейк                                                                            | 10 ноября 2015   | 7,09                |
| 9  | «Штаб-квартира» «Headquarters!»                                         | Дуглас Арниокоски  | История: Фрэнсис Бреннанд Ропер Телесценарий: Крэйг Суинни                             | 17 ноября 2015   | 7,52                |
| 10 | «Рукотворный Армагеддон» «Arm-ageddon»                                  | Лесли Либман       | Дэннис Сааведра Салдуа                                                                 | 24 ноября 2015   | 6,53                |
| 11 | «Не все Брайаны одинаково полезны» «This is Your Brian on Drugs»        | Стивен А. Эдельсон | Сэлли Патрик                                                                           | 15 декабря 2015  | 6,70                |
| 12 | «Убийство Эдди Морры» «The Assassination of Eddie Morra»                | Кристин Мур        | Мэттью Федерман и Стивен Скайя                                                         | 5 января 2016    | 7,30                |
| 13 | «Остановите меня, пока я не обнял снова» «Stop Me Before I Hug Again»   | Эдвард Орнелас     | Дженна Ричман                                                                          | 19 января 2016   | 6,33                |
| 14 | «Основы живописи обнажённой натуры» «Fundamentals of Naked Portraiture» | Гай Ферленд        | История: Дэннис Сааведра Салдуа и Крэйг Суини Телесценарий: Сэлли Патрик и Крэйг Суини | 9 февраля 2016   | 6,39                |
| 15 | «Под Прикрытием» «Undercover!»                                          | Питер Вернер       | Тейлор Элмор                                                                           | 16 февраля 2016  | 6,01                |
| 16 | «Сэндс, агент Морры» «Sands, Agent of Morra»                            | Рич Ли             | Грегори Вейдман и Джофф Ток                                                            | 23 февраля 2016  | 5,87                |
| 17 | «Близкие контакты» «Close Encounters»                                   | Майя Врвило        | Кэри Дрейк                                                                             | 8 марта 2016     | 5,40                |
| 18 | «Безграничный» «Limitless»                                              | Джон Беринг        | Мэттью Федерман и Стивен Скайя                                                         | 15 марта 2016    | 5,63                |
| 19 | «Собачий завтрак» «A Dog's Breakfast»                                   | Лекси Александер   | Дженна Ричман                                                                          | 22 марта 2016    | 6,64                |
| 20 | «Привет, меня зовут Ребекка Харрис» «Hi, My Name Is Rebecca Harris»     | Холли Дейл         | Марк Гоффман                                                                           | 5 апреля 2016    | 6,07                |
| 21 | «Финал: часть первая!» «Finale: Part One!»                              | Пол Эдвардс        | Салли Патрик и Тейлор Элмор                                                            | 19 апреля 2016   | 5,63                |
| 22 | «Финал: часть вторая!!» «Finale: Part Two!!»                            | Дуглас Арниокоски  | Крэйг Суини и Тейлор Элмор                                                             | 26 апреля 2016   | 5,71                |